# Dan Rather
Daniel Irvin Rather Jr. (Wharton, Texas, 31 d'octubre de 1931), conegut amb el diminutiu de Dan Rather, és un periodista estatunidenc, ex presentador-estrella del diari televisat CBS Evening Newsdurant 24 anys, de març del 1981 a març del 2005. Ha contribuït també al magazine de la redacció de CBS "60 Minuts". Dirigeix i presenta ara sobre la cadena AXS TV "Dan Rather Reports", la seu propi programa de reportatges.
Rather va informar des de Dallas el novembre de 1963 en el moment de l'atemptat contra John F. Kennedy. A partir d'un reportatge tan impactant, va ser promocionat a CBS News, on va fer de corresponsal a la Casa Blanca a partir de 1964. Va exercir de corresponsal estranger a Londres i Vietnam durant els dos anys següents abans de tornar a la posició de corresponsal de la Casa Blanca. Va cobrir la presidència de Richard Nixon, incloent el viatge de Nixon a la Xina, l'escàndol Watergate i la renúncia del president.

## Biografia

### Joventut i formació
Dan Rather neix a Wharton a Texas. La seva família s'instal·la a Houston i creix en el barri de Houston Heights, situat al nord-oest de la ciutat. Somia d'esdevenir periodista en la premsa escrita i surt diplomat per la universitat d'Estat Sam Houston l'any 1953.

### Començament de carrera
Dan Rather comença la seva carrera l'any 1950 Com a corresponsal a Huntsville per l'agència Associated Press. En els anys 1950, és periodista per la United Press Internacional (1950-1952). Treballa per diverses cadenes de ràdio texanes, així com pel Houston Chronicle (1954-1955).

### Carrera a la televisió
El 1959, entra a la televisió com a periodista per KTRK-TV a Houston, a continuació és nomenat redactor d'informació per KHOU-TV, cadena de la xarxa CBS. El 1961, en el pas de l'huracà Carla, marxa a fer un reportatge a Galveston. A l'època, només l'exèrcit té el material de radar per seguir l'huracà. Va doncs a l'estació de radar de la Marina dels Estats Units d'Amèrica. La seva actuació en directe impressiona els dirigents de la xarxa, que el contracten l'any següent com corresponsal de la CBS News a Dallas. El 1963, és el primer periodista a informar la notícia de la mort del president John Kennedy. Els dirigents de la CBS News li demanen cobrir l'elecció presidencial de 1964.
Després d'una corresponsalia a l'estranger, presenta el CBS Weekend News tot sent el corresponsal de la cadena a la Casa Blanca durant la presidència de Richard Nixon. Durant els anys 1970, els seus reportatges per la revista 60 Minuts li permeten aspirar a la successió de Walter Cronkite per la presentació del CBS Evening News, el diari televisat del vespre. Presenta la seva primera edició el març del 1981.
No obstant això, Durant els anys 1980, l'audiència disminueix i els mitjans concedits a la redacció per una cadena en crisi financera són limitats. L'octubre de 1986, és víctima d'una agressió a Nova York. Un dels assaltants, que se suposa és William Tager, li fa una pregunta que ha quedat com a famosa: « Kenneth, what is the frequency? » (« Kenneth, quina és la freqüència ? »). La frase va inspirar al grup R.E.M. la cançó What's the Frequency, Kenneth?, que figura a el album Monster.
Entre 1993 i 1995, presenta CBS Evening News amb la periodista Connie Chung. Cap al final de la seva carrera, el diari és avançada en audiència per NBC Nightly News i ABC World News Tonight.

### «Memogate» i sortida de CBS
El setembre del 2004, dos mesos abans l'elecció presidencial americana, Dan Rather presenta en el marc de la revista d'informació 60 Minutes Wednesday un reportatge acusant el president americà George W. Bush d'haver-se beneficiat de suports amb la finalitat d'efectuar el seu servei militar en la guarda nacional aèria del Texas durant la guerra del Vietnam. L'autenticitat dels documents sobre el qual es suporta el reportatge és posada en dubte per la premsa, i l'assumpte provoca una polèmica politico-mediàtica. La xarxa CBS reconeix que ho ha tractat de manera precipitada sense el temps necessari per autentificar els documents incriminats. Dan Rather presenta excuses, admet que la seva utilització constituïa un « error de judici ».
CBS designa una comissió d'experts, dirigida per l'antic fiscal general Dick Thornburgh. En les seves conclusions, afirma que s'han donat « mancances deontològiques i professionals ». L'afer desemboca en l'acomiadament de quatre assalariats : un productor i tres càrrecs superiors, entre els quals un vicepresident principal (vicepresident senior). No s'imposa cap sanció a Rather, que fa poc ha participat en l'elaboració del reportatge en relació amb el president Bush. La comissió li retreu una falta de ment crítica en el treball efectuat. El periodista presenta la seva última edició de CBS Evening News el març del 2005,. Abandona la xarxa el juny del 2006, abans que expiri el seu contracte.
Dan Rather comença un procediment judicial en contra del seu ex-empresari per ruptura de contracte, reclamant 70 milions de dòlars a la CBS. Estima que la seva reputació ha estat enfosquida i haver-lo fet servir de cap de turc a la xarxa per apaivagar les seves relacions amb l'administració Bush. El 2010, és desestimada pel Tribunal d'apelació de l'Estat de Nova York (Nova York State Curt of Appeals).

## Vida personal

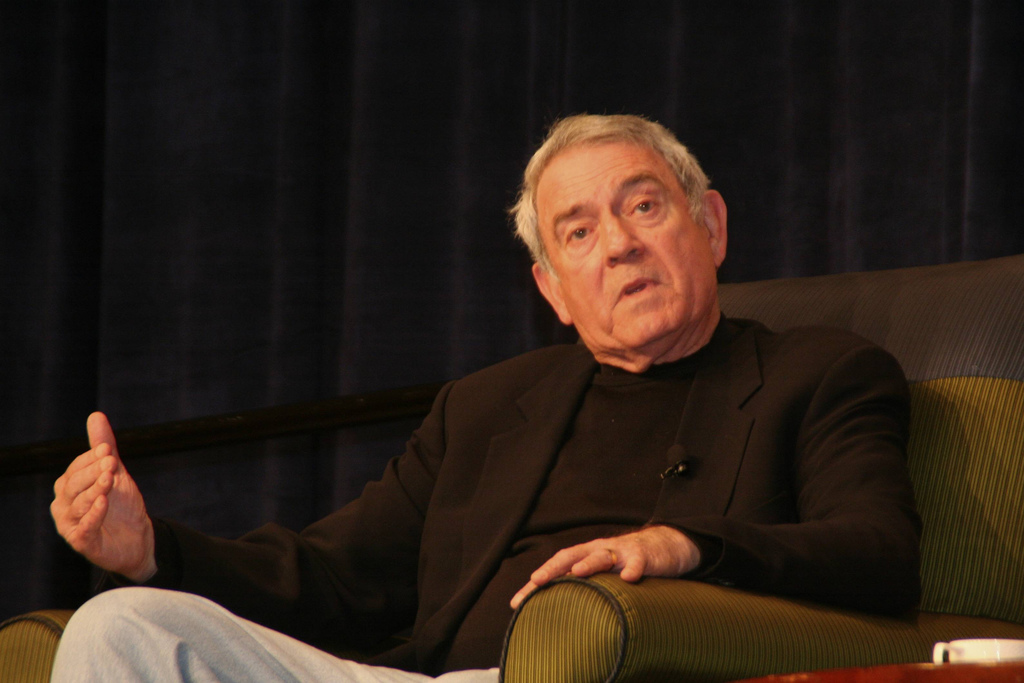
Rather a South by Southwest 2007; discutint els mitjans de comunicació, Internet i fent les "preguntes difícils".

Rather es va casar amb Jean Goebel el 1957. Tenen un fill i una filla i mantenen cases a la ciutat de Nova York i Austin, Texas. La seva filla Robin és ecologista i activista comunitària a Austin, Texas. El seu fill Dan és ajudant del fiscal de districte a l'oficina del fiscal de districte a Manhattan, Nova York.
La Sam Houston State University va canviar el nom del seu edifici de comunicacions després de Rather el 1994. L'edifici allotja The Houstonian i KSHU, les estacions de ràdio i televisió dirigides per estudiants. El maig de 2007, Rather va rebre un doctorat honorari en lletres humanes del Siena College de Loudonville, Nova York, per les seves contribucions al periodisme de tota una vida.
Rather continua pronunciant-se contra la suposada influència en el periodisme per part de les corporacions i els governs. En una conferència de 2008 a Minneapolis, Minnesota, patrocinada pel grup Free Press, Rather va criticar les organitzacions de notícies locals i nacionals, afirmant, segons els informes, que ja no hi ha incentius per fer "notícies bones i valuoses".

## Premis
Ha rebut nombrosos premis Emmy, diversos premis Peabody i diversos títols honorífics d'universitats.
| Premi                                                               | Curs | Títol del programa                            |
| ------------------------------------------------------------------- | ---- | --------------------------------------------- |
| Peabody                                                             | 1975 | Notícies CBS                                  |
| Peabody                                                             | 1976 | 60 Minuts                                     |
| Peabody                                                             | 1994 | CBS Reports: Dia D                            |
| Peabody                                                             | 1995 | CBS Reports: In the Killing Fields of America |
| Premi Paul White Associació de Notícies Digitals de Ràdio Televisió | 1997 | Assoliment de tota la vida                    |
| Peabody                                                             | 2000 | 48 hores : Herois sota el foc                 |
| Peabody                                                             | 2001 | 60 Minutes II: Memòries d'una massacre        |
| Peabody                                                             | 2004 | 60 Minutes II : Abús a Abu Ghraib             |
| Premi Emmy Trustees                                                 | 2014 | Assoliment de tota la vida                    |
| Peabody                                                             | 2022 | Assoliment professional                       |

A més d'aquests premis, Rather va ser inclòs al Saló de la Fama de la Televisió el 2004. El 2001, va rebre el premi Golden Plate de l' American Academy of Achievement.

## Crítica
Com un dels últims periodistes de notícies de l'època de la primacia de notícies de la xarxa "Big Tree", Rather va ser ben considerat generalment dins de la seva professió pels periodistes de llarga trajectòria; tanmateix, ha estat acusat de tenir un biaix liberal.

### Reclamacions de parcialitat
Els comentaris de Rather a la pantalla i els informes de la nit de les eleccions han estat atacats des de la presidència de Richard Nixon.
En una entrevista de juny de 2002 amb Larry King, el seu company de feina de feia temps (i que es descriu a si mateix liberal), Andy Rooney va declarar que Rather és "transparentment liberal".
Durant les setmanes posteriors a les històries de Killian, Rather va rebre crítiques generalitzades d'altres periodistes i historiadors. En una entrevista amb el comentarista Bill Maher, Rather va acusar Fox News Channel de rebre "punts de conversa" de la Casa Blanca controlada pels republicans. El comentarista de Fox News, Bill O'Reilly, que havia defensat Rather durant l'incident dels documents de Killian, va criticar Rather per no oferir cap prova per donar suport a l'afirmació.
El 2002, Bernard Goldberg va publicar un llibre amb el títol Bias, al·legant un biaix liberal en les organitzacions de notícies impreses i de radiodifusió. Al llibre, Goldberg va utilitzar Dan Rather com a exemple principal d'un presentador de notícies amb un biaix liberal. També va criticar el presentador per les seves crítiques al servei del president George W. Bush i del vicepresident Dan Quayle a la Guàrdia Nacional, en lloc de l'exèrcit en servei actiu durant la guerra del Vietnam, i va qüestionar el servei del propi Rather.
Van acusar Rather de tenir "una manca de voluntat per desafiar el poder i la política oficials" en els seus informes. El periodista d'investigació Mark Hertsgaard va caracteritzar Rather com un "sever anticomunista " durant l'administració Reagan, per haver "denunciat les declaracions dels funcionaris públics amb considerable respecte".
L'abril del 2001, segons una notícia de primera plana a The Washington Post, Rather va parlar en una recaptació de fons del partit demòcrata a Austin, Texas, on va ser el ponent destacat. Un dels amfitrions oficials de la recaptació de fons va ser la filla de Rather, Robin Rather; Més aviat va dir que no es va adonar que la seva filla era l'amfitrió de la recaptació de fons. Rather també va dir que no es va adonar que l'acte era una recaptació de fons partidista, tot i que sí que se'n va adonar després d'arribar a l'acte.

### De Walter Cronkite
Durant una aparició a l' American Morning de CNN l'any 2005, l'antic presentador de CBS Walter Cronkite va dir sobre Rather: "Va sorprendre a molta gent de CBS i d'altres llocs això, sense poder augmentar les qualificacions més enllà del tercer en un grup de tres homes, que van tolerar que fos allà durant tant de temps". Cronkite també va dir que li agradaria haver vist Bob Schieffer a la posició de Rather abans.

### Del director de notícies de Dallas CBS, Eddie Barker
Després de l'assassinat de Kennedy, mentre Rather era periodista de Dallas, va entrevistar un ministre, que va dir que alguns escolars locals havien celebrat el tiroteig del president. L'Associated Press va confirmar més tard la història. Un professor de l'escola va confirmar que alguns estudiants de l'escola havien aplaudit les notícies del director sobre Kennedy. Eddie Barker, director de notícies local de l'àrea de Dallas de CBS, va dir que Rather, de fet, era conscient que els nens simplement estaven contents de ser enviats a casa abans d'hora, i no se'ls havia donat cap motiu pel tancament prematur de l'escola (els fills de Barker anaven a l'escola), segons va informar). Va afirmar que Rather havia tergiversat deliberadament els fets indicant que els nens estaven contents amb el tiroteig. Barker va intentar que acomiadessin Rather, però va ser bloquejat per la direcció nacional de CBS News.

## Llibres
- The Palace Guard, amb Gary Paul Gates, 1974.ISBN 9780060135140 .
- The Camera Never Blinks: Adventures of a TV Journalist, amb Mickey Herskowitz, 1977.ISBN 978-0688031848
- I Remember, amb Peter Wyden, 1991.ISBN 978-0316734400
- La càmera mai parpelleja dues vegades: les aventures posteriors d'un periodista de televisió, amb Mickey Herskowitz, 1994.ISBN 978-0688097486
- "El somni americà: històries del cor de la nostra nació", 2001.ISBN 978-0688178925
- Què ens uneix: reflexions sobre el patriotisme, amb Elliot Kirschner, 2017.ISBN 978-1616207823
- What Unites Us: The Graphic Novel, amb Elliot Kirschner, il·lustrat per Tim Foley, 2021.ISBN 9781250239945ISBN

## En la cultura popular
El 2015, Dan Rather és encarnat per Robert Redford en la pel·lícula Truth de James Vanderbilt.